# Montiludia fucosa
Montiludia fucosa är en tvåvingeart som beskrevs av Ito 1984. Montiludia fucosa ingår i släktet Montiludia och familjen borrflugor. Inga underarter finns listade i Catalogue of Life.